# 水左記
『水左記』（すいさき）は、平安時代後期の公卿・源俊房による日記。全2巻。「水」は「源」の偏であり、「左」は俊房が左大臣であったことによる。

## 内容
摂関期から院政期への移行期を記述した数少ない古文書の1つである。「水左記」は断続的ではあるものの、逸文なども含めれば康平5年(1062年)から永久元年（1113年）までの記事が残されている。そして、部分的ではあるが、俊房自筆本が8巻伝存し、宮内庁書陵部に6巻、前田育徳会に2巻が所蔵されている。前田育徳会本は、1953年11月14日に、国宝に指定されている。平安時代の現存する自筆日記としては藤原道長の『御堂関白記』に次いで古い。また11世紀後半は、同時代史料の数が極めて限られており、その意味でも『水左記』の史料的価値は高い。